# Tacoma Tides
I Tacoma Tides sono stati una società di calcio statunitense con sede a Tacoma, nello stato di Washington.

## Storia
I Tacoma Tides vennero fondati nel 1976 per gareggiare nell'American Soccer League. Nella stagione d'esordio i Tides ottennero il 2º posto nella Western Division, accedendo alla fase finale del torneo. Nella semifinale del torneo incontrarono i L.A. Skyhawks, che dopo averli sconfitti vinsero poi il campionato.
Al termine del torneo la squadra, che già aveva avuto difficoltà economiche dall'autunno e che la costringerà durante il campionato a perdere giocatori come Altamont McKenzie, terminò ogni attività.

## Allenatori
- 1976  Dan Wood